# Sebastián Aranda
Sebastián Alexandre Aranda Vallumbrosio (Callao, 7 ottobre 2003) è un calciatore peruviano, difensore dell'Unión Comercio in prestito dall'Alianza Lima.

## Caratteristiche tecniche
È un terzino sinistro.

## Carriera

### Club
Aranda è cresciuto nel settore giovanile dell'Alianza Lima. Nel 2022 è stato ceduto in prestito all'Univ. San Martín dove ha debuttato nel calcio professionistico il 25 marzo nell'incontro di Liga 1 perso 1-0 contro il Dep. Binacional. Nel 2023 è passato in prestito all'Unión Comercio con cui il 29 ottobre ha segnato il suo primo gol in carriera nel successo per 1-0 contro l'Atlético Grau.

### Nazionale
Nel gennaio del 2023, è stato incluso nella lista dei convocati della nazionale Under-20 per il Campionato sudamericano di calcio Under-20 2023 organizzato in Colombia.

## Statistiche
Statistiche aggiornate al 26 aprile 2024.

### Presenze e reti nei club
| Stagione        | Squadra          | Campionato      | Campionato | Campionato | Coppe nazionali | Coppe nazionali | Coppe nazionali | Coppe continentali | Coppe continentali | Coppe continentali | Altre coppe | Altre coppe | Altre coppe | Totale | Totale | Totale |
| Stagione        | Squadra          | Comp            | Pres       | Reti       | Comp            | Pres            | Reti            | Comp               | Pres               | Reti               | Comp        | Pres        | Reti        | Pres   | Reti   |        |
| --------------- | ---------------- | --------------- | ---------- | ---------- | --------------- | --------------- | --------------- | ------------------ | ------------------ | ------------------ | ----------- | ----------- | ----------- | ------ | ------ | ------ |
| 2022            | Univ. San Martín | L1              | 23         | 0          | CP              | 0               | 0               |                    | -                  | -                  |             | -           | -           | 23     | 0      |        |
| 2023            | Unión Comercio   | L1              | 14         | 1          | CP              | 0               | 0               |                    | -                  | -                  |             | -           | -           | 14     | 1      |        |
| 2024            | Alianza Lima     | L1              | 1          | 0          | CP              | 0               | 0               | CL                 | 0                  | 0                  |             | -           | -           | 1      | 0      |        |
| Totale carriera | Totale carriera  | Totale carriera | 38         | 1          |                 | 0               | 0               |                    | 0                  | 0                  |             | -           | -           | 38     | 1      |        |